# 少管我
少管我是中國大陸男歌手周深在2024年5月19日發佈的歌曲，收錄於其第二張個人專輯《反深代词》。此曲為周深首次參與歌曲作詞的作品，其名稱來源於周深的一個網路迷因。

## 背景及製作
2019年3月25日，周深參加第26屆東方風雲榜頒獎典禮，並接受主持人採訪，其中提及了此前更換頭像時粉絲反覆不滿意的故事。其後被問及想對粉絲說的話時，周深以誇張的表情咆哮了一句「少管我」，隨即成為網路迷因在網上以表情包形式傳播。
時隔五年，周深在2024年5月14日開啟第二張個人專輯《反深代词》提前預約，並發佈了少管我的試聽片段，相關話題隨即登上了微博熱搜總榜及文娛榜的第一名。同月18日，周深在上海梅賽德斯-奔馳文化中心舉行的「周深9.29Hz巡迴演唱會」中首次演唱此曲，並於翌日正式發佈包括少管我在內的專輯上篇共六首曲目，其後亦多次在演唱會上演唱。歌曲節奏輕快、節奏感強，並帶有輕搖滾的風格，被樂評人評價為將玩笑「升華成一種人生態度」。
少管我時長4分鐘，以
拍的D大調創作，每分鐘146拍。此曲由呂易秋與周深共同作詞、錢雷與周深共同作曲及擔任製作人。

## 歌曲成績
少管我在發佈後登上QQ音樂和酷狗音樂兩個音樂平台的飆升榜第一名，並在東方風雲榜（第1594期）及全球華語歌曲排行榜（第1244期）均獲得周榜冠軍；在騰訊音樂由你榜（第21期）則獲得最高第四名的成績，並登上騰訊音樂由你榜年度創作歌曲第四名。除此之外，少管我亦在2025年5月獲MUSIC AWARDS JAPAN首屆頒獎典禮頒發中國流行音樂特別賞。